# Pareronia jobaea
Pareronia jobaea är en fjärilsart som först beskrevs av Jean Baptiste Boisduval 1832.  Pareronia jobaea ingår i släktet Pareronia och familjen vitfjärilar. Inga underarter finns listade i Catalogue of Life.

## Bildgalleri

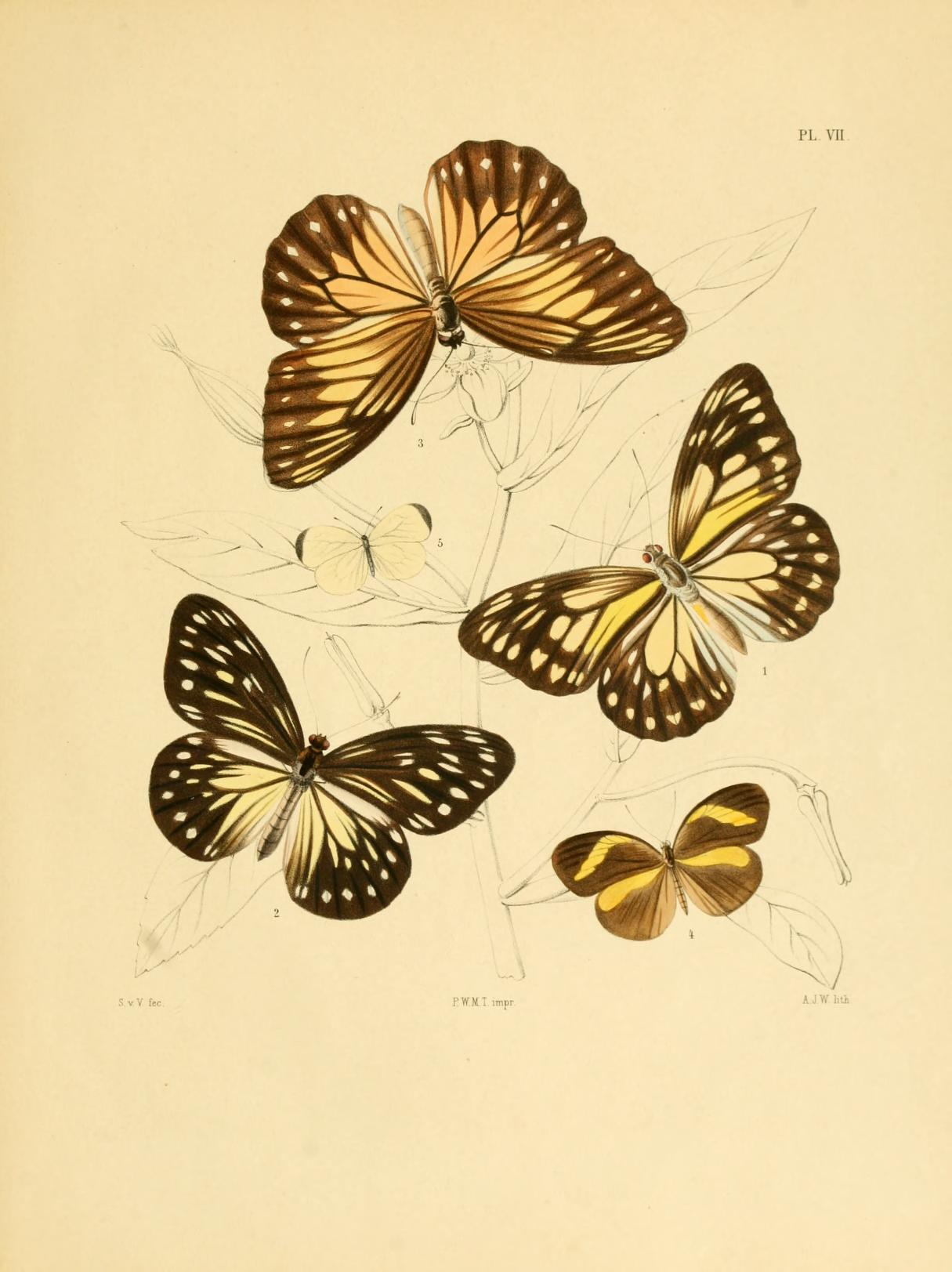